# Giant Sky Chaser
De Giant Sky Chaser is een pretparkattractie, ontwikkeld door het Italiaanse bedrijf Zamperla.
De attractie is een zweefmolen met acht gondels met ieder vier plaatsen alwaar in een liggende positie plaatsgenomen wordt. De Giant Sky Chaser heeft een diameter van 21 meter en is 9,80 meter hoog.